# Équipe de Madagascar féminine de basket-ball
Cet article traite de l'équipe féminine. Pour l'équipe masculine, voir Équipe de Madagascar masculine de basket-ball.
Maillots
L'équipe de Madagascar féminine de basket-ball est l'équipe nationale qui représente Madagascar lors des compétitions internationales féminine de basket-ball. Elle est placée sous l'égide de la Fédération malgache de basket-ball (FMBB). L'équipe est affiliée à la FIBA depuis 1963.
La sélection remporte le Championnat d'Afrique en 1970. Elle est 13e lors de sa seule participation au Championnat du monde de basket-ball féminin en 1971, et n'a jamais joué les Jeux olympiques.
Elle remporte la médaille d'argent des Jeux africains de 1965 et des Jeux africains de 1973.
L'équipe féminine de Madagascar remporte également le tournoi des Jeux des îles de l'océan Indien à quatre reprises en 2003, 2007, 2011 et 2019